# Elis Nova
Elis Nova, född 10 april 1991 i Bukarest i Rumänien, är en albansk sångare. Han deltog i den första upplagan av The Voice of Albania.
Nova föddes i den rumänska huvudstaden Bukarest i en albansk familj. Han har även under en period bott i Ankara i Turkiet. Under hösten 2011 ställde han upp i den första upplagan av The Voice of Albania och efter att ha gått vidare från auditionturnén valde han den tysk-albanska sångerskan Miriam Cani som coach. Han slogs dock ut tre program före finalen, som vanns av Rina Bilurdagu. Han debuterade i Top Fests nionde upplaga under våren 2012 med låten "Koha e artë". I december 2012 ställde han upp i Festivali i Këngës 51. Han bidrag hette "Ajo", vilket han både skrivit och komponerat själv. Han framförde låten i den första semifinalen, men tog sig inte vidare till final.